# BIOS割り込みルーチン
BIOS割込みルーチン とは、コンピュータ本体に組み込みで用意されたソフトウエアの一種である。
BIOSプログラムの一部で、機械語の割込み命令(INT、TRAP、RST など)によって呼び出す、ハードウエアを直接扱うためのサービスルーチンが用意される。主にコンピュータを起動した際のオペレーティングシステムを初期化・準備する段階で利用される。

## 利用方法
x86系列のCPUをもつコンピュータで例示する。
```
READ_ATTEMPT:
 PUSH ES        ;必要に応じてレジスタ値退避
 PUSH AX
 PUSH BX
 PUSH DX
 MOV  AX,0x07e0 ;パラメータセット
 MOV  ES,AX
 MOV  AH,2
 MOV  AL,1
 XOR  BX,BX
 MOV  DL,1
 INT  13H       ;プログラムから割り込み発生(呼び出し)
 POP  DX        ;必要に応じて退避したレジスタ値を復元
 POP  BX
 POP  AX
 POP  ES
 JC   READ_ERR  ;フラグや戻り値を判定・利用
READ_OK:
...
READ_ERR:
...
```

## BIOS割込みルーチンの例
割り込みルーチンの割り当て・機能は、コンピュータの機種ごとに異なる。(ただし、互換機同士であれば同じ)

### PC/AT互換機
| ベクタ番号 | 処理内容!                                  |
| ---------- | ------------------------------------------ |
| 00H        | CPUが発生させる:ゼロ除算                   |
| 01H        | CPUが発生させる:トレース                   |
| 02H        | CPUが発生させる:NMI                        |
| 03H        | (デバッグ(ブレイクポイント)に利用)         |
| 04H        | CPUが発生させる:算術オーバーフロー         |
| 05H        | CPUが発生させる:境界チェック違反           |
| 06H        | CPUが発生させる:無効オペコード             |
| 07H        | CPUが発生させる:数値演算コプロセッサ未装着 |
| 08H        | IRQ0:システムタイマー                      |
| 09H        | IRQ1:キーボード                            |
| 0AH        | IRQ2:割り込みコントローラ(PIC)             |
| 0BH        | IRQ3:シリアルポート COM2 / 4               |
| 0CH        | IRQ4:シリアルポート COM1 / 3               |
| 0DH        | IRQ5:ISAバス                               |
| 0EH        | IRQ6:フロッピーディスクコントローラ        |
| 0FH        | IRQ7:パラレルポート LPT1                   |
| 10H        | ビデオ処理関係                             |
| 13H        | ローレベルなディスクアクセス関係           |
| 14H        | シリアルポート関係                         |
| 15H        | 各種サービスルーチン                       |
| 16H        | キーボード関係                             |
| 17H        | プリンター関係                             |
| 1AH        | リアルタイムクロック関係                   |
| 70H        | IRQ8:リアルタイムクロック                  |
| 71H        | IRQ9:割り込みコントローラ(PIC)             |
| 72H        | IRQ10:                                     |
| 73H        | IRQ11:                                     |
| 74H        | IRQ12:PS/2マウス                           |
| 75H        | IRQ13:数値演算コプロセッサ                 |
| 76H        | IRQ14:プライマリIDEコントローラ            |
| 77H        | IRQ15:セカンダリIDEコントローラ            |